# Myrna Smith

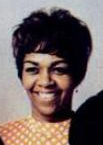
Myrna Smith (1967)

Myrna Yvonne Smith (ur. 28 maja 1941, zm. 24 grudnia 2010) – amerykańska twórczyni piosenek i piosenkarka, która napisała wiele piosenek do albumu solowego Carla Wilsona z 1981 r. pt. Carl Wilson, jak i kilka utworów do jego albumu z 1983 r. pt. Youngblood. Członkini grupy Sweet Inspirations, która tworzyła wokal wspierający dla Elvisa Presleya od sierpnia 1969 r. aż do jego śmierci w 1977 r.
Smith była nauczycielką angielskiego w liceum w South Brunswick w New Jersey w latach 60., gdy już śpiewała zawodowo. Liderem jej zespołu, The Sweet Inspirations, była Cissy Houston, matka Whitney Houston.
Podczas występu w 'Elvis: The Concert' European tour w marcu 2010 r., Myrna zachorowała na zapalenie płuc, w konsekwencji doznała niewydolności nerek i wylewu. Zmarła w wigilię świąt Bożego Narodzenia 24 grudnia 2010 roku, w Canoga Park w Kalifornii.